# 俄尔钦·贡噶桑波
俄尔钦·贡噶桑波（藏語：ངོར་ཆེན་ཀུན་དགའ་བཟང་པོ，威利转写：ngor chen kun dga’ bzang po，1382年—1456年）藏族，西藏正昌之觉吾家族人，生于萨迦地方。藏传佛教萨迦派高僧，萨迦派俄尔派的创始人。

## 生平
贡噶桑波的先祖自正昌迁居萨迦，是萨迦大长·悉脱巴之司茶，继而担任萨迦近侍管家。其父名本仓·珠巴云丹，母名索南华丹（喇让仁钦·岗白宏桑之女）。
藏历第六绕迥之水狗年（1382年，明朝洪武十五年），贡噶桑波生在萨迦地方。5岁时，其父想让其以司茶为业，曾令贡噶桑波拿一块与银壶重量相当的石头行走，以试验其耐力。他厌恶世俗之事，面露不悦，遂将石头弃于地上。6岁，在达钦·贡噶仁钦的关怀下，他师从法王益西坚赞学习字母拼读。9岁从益西坚赞受居士戒及沙弥戒，自此刻苦学习佛法，后来在法王益西坚赞座前受比丘戒、菩萨戒、密乘戒，熟习一切显密教法，尤其善长萨迦派的“曼荼罗仪轨成就法”，成为法王益西坚赞的得意门生。
25岁时，法王益西坚赞圆寂，贡噶桑波料理完老师的丧事后，赴香却科岗师从译师嘉却学习密法，又至协贡寺，师从布陀室利学习密法，在萨桑寺师从萨桑喇嘛·旋努洛哲学习佛法。29岁时，即藏历第七绕迥之金虎年（1410年，明朝永乐八年），萨桑上师对他说：“我不知还能活多久，你现在担任萨桑寺寺主吧，要管理好寺院。”随后萨桑上师授其《密续事部》经典以及铃杵、法螺，并授其法王继承人之位。从29岁至49岁，贡噶桑波主持萨桑寺20年时间内，每年夏季和冬季讲法，春季和秋季传授灌顶以及经教戒律。当时，卫、藏、康区请其授沙弥戒及比丘戒的人逾万人，请其授灌顶、经教的人更多。
49岁时，因寺院僧人过多，俗事干扰严重，贡噶桑波准备赴纳萨普日追、桑木林日追（均是山间寺院）讲经，但问卜之后未能如愿，便改去埃旺日追。因在当地说法诸事业昌盛，供养甚丰，故新建经堂，其内供奉尼泊尔塑像匠人阿克惹纳等人塑造的释迦牟尼金铜大佛像，以及用纯金书写的《甘珠尔》。寺内供奉的佛像、经塔非常多，又兴建了讲经院。该寺便是俄尔钦·贡噶桑波亲自创建的“艾旺曲登寺”，因建在俄尔地方，故又称“俄尔寺”，贡噶桑波也被尊称为“俄尔钦大师”。俄尔寺是萨迦派晚期在后藏传播密宗的重要寺院，创建于1429年。后来，贡噶桑波又到阿里、雅浪等地传法，在传授灌顶时不收受财物，遍施法雨，故求法者甚多。
贡噶桑波自15岁至终年圆寂，因为一贯进食节制，禁肉食，且努力讲经，所以健康情况不佳，患有水肿症，经常肌体消瘦、周身无力。75岁时，藏历第八绕迥之火鼠年（1456年，明朝景泰七年）四月二十三日，贡噶桑波将萨班的卷轴画像、汉地铃杵及七衣传给弟子官却坚赞，并再三叮嘱。四月二十五日上午，贡噶桑波圆寂。
贡噶桑波的弟子甚多，相传从其受戒者有1.2万余人。知名弟子有萨迦世系的悉脱巴·贡噶旺秀、达钦·曲弥巴·洛哲旺秀、俄堪布·官却坚赞、旋努坚赞、旺秀扎桑等人。
贡噶桑波的著作有闻法类、修法类、仪轨、书函等连同各函的目录共计21种，德格版集为《艾旺全集》（四函）。